# Dave Hill (Leichtathlet)
Dave Hill (eigentlich David Hill; * 26. Dezember 1952 in Trois-Rivières) ist ein ehemaliger kanadischer Mittelstreckenläufer, der sich auf die 1500-Meter-Distanz spezialisiert hatte.
1974 wurde er kanadischer Meister, und 1976 erreichte er bei den Olympischen Spielen in Montreal das Halbfinale.
Beim Leichtathletik-Weltcup 1977 in Düsseldorf wurde er Sechster.

## Persönliche Bestzeiten
- 800 m: 1:47,8 min, 21. August 1977, Nizza
- 1500 m: 3:39,2 min, 3. September 1977, Düsseldorf
- 1 Meile: 3:55,89 min, 26. August 1977, Berlin